# Лофира
Лофира (лат. Lophira; от др.-греч. λόφος, lophos — гребень) — род деревянистых растений семейства Охновые (Ochnaceae), распространённых в тропических лесах и саваннах Западной и Центральной Африки.

## Ботаническое описание
Небольшие и крупные листопадные деревья, до 50 м высотой. Листья с плотно параллельным вторичным жилкованием.
Цветки актиноморфные. Чашелистиков 5, сросшихся, остающихся. Лепестков 5, белых, сросшихся. Тычинки многочисленные, пыльники раскрываются двумя околовершинными порами. Завязь двугнёздная, с недоразвитой перегородкой, плодолистиков 2; семязачатков 10—20; имеется подпестичный диск. Плод односемянный, крылатый, с двумя приросшими чашелистиками. n = 14, 2n = 24.

## Виды
Род включает два викарирующих (замещающих) вида:
- Lophira alata Banks ex C.F.Gaertn. typus[1] — Лофира крылатая [syn.  Lophira procera A.Chev. — Лофира высокая]
- Lophira lanceolata Tiegh. ex Keay — Лофира ланцетная